# Герб Шахтарська
Герб Шахтарська — офіційний символ міста Шахтарськ, затверджений 9 липня 2003 р. рішенням №IV/10-333 сесії міської ради. Герб є промовистим.
Автор герба — Олександр Володимирович Борищук (м. Шахтарськ).

## Опис
На лазуровому щиті золоте сонце, що сходить без зображення обличчя і випускає такі ж промені. Поверх всього два чорних виникаючих терикони, лівий з яких вище і ближче. Ліворуч два чорних шахтних копра. Щит обрамлений вінком з дубового листя і колосків, перевитих золотою стрічкою з написом «Шахтарськ», і увінчаний срібною мурованою короною.

## Майбутнє герба
У 2024 році геральдист Едуард Савченко, який спеціалізується на геральдиці Донецької області, представив свій проєкт герба, де в одній точці і на одному щиті склалася вся історія Шахтарська (Катик 1905-1953, Олексієво-Орлівка 1764-1953 та Ольхівчик 1784-1953).
Відомо, що на території Ольхівчика жили скіфи (5 - 13 ст. до н.е). На честь цього срібний скіфський меч є першим елементом герба.
За часів козаччини була заснована слобода полковника Олексія Орлова (Олексієво-Орлівка). Срібний козацький пернач (ознака влади козацьких полковників) є другим елементом герба.
Разом меч та пернач утворюють чорний силует терикону в нижній частині щита. З якого підіймається золота шахтарська кирка, як символ вуглевидобутку, який почався з кінця 19 століття. Згодом в 1900 році почала роботу шахта купця Абрама Катика, яка за 5 років обросла однойменним селищем. 